# Sulcorebutia arenacea
Sulcorebutia arenacea – gatunek rośliny z rodziny kaktusowatych. Uprawiany jako roślina doniczkowa.

## Nazewnictwo
Gatunek posiada wiele synonimów nazwy naukowej:
- Rebutia arenacea Cárdenas
- Rebutia candiae Cárdenas
- Rebutia menesesii Cárdenas
- Sulcorebutia candiae (Cárdenas) Buining & Donald
- Sulcorebutia candiae var. kamiensis (Brederoo & Donald) K. Augustin & Gertel
- Sulcorebutia menesesii (Cárdenas) Buining & Donald
- Sulcorebutia menesesii var. kamiensis Brederoo & Donald
- Sulcorebutia muschii Vásquez
- Sulcorebutia xanthoantha Backeb.

## Morfologia
Kulisty kaktus. Brązowozielony pęd gęsto pokryty białymi cierniami na spiralnie ułożonych brodawkach. Wiosną tworzy złotożółte kwiaty, średnicy do 3 cm, tworzy odrośla. Osiąga 5 cm wysokości i 6 cm szerokości. 

## Uprawa
Minimalna temperatura dla jego rozwoju wynosi 10 °C.